# A jövendőmondó (La Tour)
A jövendőmondó (La Diseuse de bonne aventure) Georges de La Tour francia festő alkotása. A művet csak a 20. század derekán fedezték fel, 1960-ban a New York-i Metropolitan Művészeti Múzeum vásárolta meg, ahol ma is látható.

## A festmény
A festmény azt a pillanatot örökíti meg, amikor egy gazdag fiatalembernek öregasszony jósol; a nő nemcsak fizetségképpen veszi ki a kezéből az érmét, hanem a rituálé részeként, amelynek során keresztet vet a kezére.
La Tour olyan témát választott, amelyet Észak-Európában a metszetek, Rómában pedig Caravaggio népszerűsített: egy idős cigány asszony olvassa a fiatalember jövőjét, miközben szépséges társai kihasználják az alkalmat, hogy kirabolják. Míg a fiatalember az idős hölgyre figyel, a bal oldali nő ellopja a zsebéből az erszényét, másik társa a kezét a zsákmány átvételére tartja készen. A középen álló sápadt arcú lány pedig a fiú övére erősített érmét vágja le a láncról. A festményen az alakok szorosan egymás mellett helyezkednek el, mintha egy színdarabban játszanának, a kompozíciót valószínűleg egy színházi jelenet inspirálta.
A festmény felfedezése állítólag egy francia hadifogolyhoz köthető, aki egy monográfiában látta La Tour műveit, és hasonlóságot talált egy rokonának kastélyában függő festménnyel. A háború után kikérte egy hozzáértő pap véleményét, aki a képet La Tour műveként azonosította, és értesítette a Louvre-t, amely tárgyalásokba kezdett a festmény megvásárlásáról. Georges Wildenstein műkereskedő azonban túllicitálta a múzeumot, és 1949-ben 7,5 millió frankért vásárolta meg a festményt. A kép egy évtizedig a kereskedőnél maradt, mígnem 1960-ban a Metropolitan Művészeti Múzeum egy meg nem nevezett, de „igen magas összeget” fizetett a festményért. A francia sajtóban vita tárgyává vált, hogy a festmény hogyan hagyhatta el Franciaországot. André Malraux írónak, akkori francia kulturális miniszternek a nemzetgyűlés előtt kellett magyarázatot adni arra, hogy a mű miért nem került a Louvre-ba. Később kiderült, hogy a kiviteli engedélyt Germain Bazin művészettörténész, a Louvre régi mesterek festményeiért felelős vezetője jegyezte ellen. Christopher Wright angol művészettörténész feltételezése szerint Bazin eléggé kételkedett a mű eredetiségében ahhoz, hogy ne a Louvre-nak szánja.
François Georges Pariset 1961-ben a The Metropolitan Museum of Art Bulletin című folyóiratban ismertette a festményt, és La Tournak tulajdonította – a szerzőséget a jobb felső sarokban található aláírás bizonyítja: „G. de La Tour Fecit Luneuilla Lothar” („G[eorges] de La Tour készítette ezt, Lunéville, Lotaringia”). Bár a festmény hitelességét az eltelt évek során többen is megkérdőjelezték (mint például Christopher Wright) A jövendőmondót általában La Tour művének tekintik.